# Irene Bernasconi
Irene Bernasconi (1896–1989) est une biologiste marine argentine spécialiste des échinodermes. Elle est notamment connue pour les travaux qu'elle a menés dans le secteur argentin de l’Antarctique,,. Elle fut la première spécialiste des échinodermes dans son pays et consacra 55 années à l'étude de ceux qu'elle rencontra dans la Mer d'Argentine. Son principal centre d'intérêt concernait les étoiles de mer, mais elle étudia également les oursins et les ophiures,,.

## Travaux
Son premier travail scientifique fut publié en 1925 : il portait sur les oursins récoltés au cours de la première expédition organisée en Terre de Feu par la Faculté des sciences de l'Université de Buenos Aires.
Au cours de sa carrière, Irene Bernasconi décrivit diverse espèces et un genre, nouveaux pour la science. Les premières espèces nouvelles qu'elle décrivit, en 1935, appartenaient au genre Pteraster : P. marplatensis Et P. argentiniensis. En 1941, elle identifia deux nouvelles espèces du genre Luidia : L. doellojuradoi et L. patriae. En 1957, elle publia une monographie des Echinoïdes d'Argentine. Entre 1937 et 1980, elle révisa la taxonomie d'un certain nombre de familles: Pterasteridae, Luidiidae, Odontasteridae, Gonisasteridae, Ganeriidae, Asterinidae et Echinasteridae. En 1965, elle décrivit un nouveau genre d'étoile de mer de profondeur, Vemaster, ainsi que quatre espèces nouvelles. Elle travailla également, avec Marta d'Agostino, sur la systématique des ophiures d'Argentine et des eaux de l'Antarctique. Son dernier travail scientifique fut publié en 1980 : il s'agissait de la révision de la systématique de la famille d'étoiles de mer d'Argentine Echinasteridae.
Au cours de l'été 1968, alors âgée de 72 ans, Irene Bernasconi fit partie des quatre scientifiques argentines qui effectuèrent un travail de terrain en Antarctique,. Ce groupe comprenait également la microbiologiste María Adela Caría, la biologiste marine Elena Martínez Fontes et la botaniste Carmen Pujals. Toutes quatre faisaient partie du personnel scientifique du Musée Argentin de Sciences Naturelles Bernardino Rivadavia.
L'abréviation Bernasconi est utilisée en taxonomie pour indiquer qu'Irene Bernasconi est l'auteur de la description.

## Quelques publications
- 1955. Equinoideos y asteroideos de la colección del Instituto Oceanográfico de la Universidad de San Pablo: primera contribución
- 1956. Equinoideos y asteroideos de la colección del Instituto Oceanógrafico de la Universidad de San Pablo: segunda contribución
- 1958. Asteroideos de la colección del Instituto Oceanográfico de la Universidad de San Pablo

## Récompenses
- Prix Docteur Eduardo Ladislao Holmberg (1947).